# Віллачідро
Віллачідро (італ. Villacidro, сард. Biddexidru) — муніципалітет в Італії, у регіоні Сардинія, столиця провінції Медіо-Кампідано.
Віллачідро розташоване на відстані близько 420 км на південний захід від Рима, 45 км на північний захід від Кальярі, 20 км на південний захід від Санлурі.
Населення — 14 245 осіб (2014).
Щорічний фестиваль відбувається 4 грудня. Покровитель — Santa Barbara.

## Демографія
Населення за роками:

Станом на 1 січня 2023 року в муніципалітеті офіційно проживали 164 іноземці з 32 країн, серед них 27 громадян країн Євросоюзу та 43 громадяни України.

## Сусідні муніципалітети
- Домузновас
- Гонносфанадіга
- Сан-Гавіно-Монреале
- Санлурі
- Серраманна
- Валлермоза
- Віллазор